# Elise Thorsnes
Elise Hove Thorsnes, née le 14 août 1988 à Leikanger en Norvège, est une joueuse norvégienne de football évoluant au poste d'attaquant. Internationale norvégienne, elle évolue en club au Stabæk Fotball.

## Biographie
Elise Thorsnes fait partie du groupe norvégien des moins de 20 ans qui ne passe pas le premier tour de la Coupe du monde de football féminin des moins de 20 ans 2008. Elle participe aux Jeux olympiques de 2008 avec la sélection norvégienne, et atteint les quarts de finale du tournoi, échouant contre le Brésil. Thorsnes joue la Coupe du monde de football féminin 2011, et marque un but contre l'Australie lors du dernier match de la phase de groupes, qui est aussi le dernier match des Norvégiennes du tournoi.
Elle dispute avec la Norvège le Championnat d'Europe de football féminin 2013 organisé en Suède et perd en finale contre l'Allemagne (1-0). Elle est huitième de finaliste de la Coupe du monde féminine de football 2015.